# Кеш Пател
Кашјап Прамод „Каш“ Пател (енгл. Kashyap Pramod "Kash" Patel; Гарден Сити, 25. фебруар 1980) је амерички адвокат и бивши савезни тужилац који је директор Федералног истражног бироа од 2025. године. Такође је био вршилац дужности директора Бироа за алкохол, дуван, ватрено оружје и експлозиве од фебруара до априла 2025. године.
Пател је студирао кривично право и историју на Универзитету у Ричмонду и дипломирао на Правном факултету Универзитета Пејс. Године 2005, почео је да ради као јавни бранилац у округу Мајами-Дејд, Флорида, а касније као савезни јавни бранилац за Јужни дистрикт Флориде. Пател је почео да ради као млађи члан особља у Министарству правде 2012. године, постао је тужилац у Одељењу за националну безбедност 2013. године, а 2014. године радио је у Одељењу за борбу против тероризма. Године 2017. постао је виши помоћник Девина Нуњеса, председника Сталног одбора за обавештајне послове Представничког дома, где је био главни аутор Нуњесовог меморандума, у којем се тврди да су званичници Федералног истражног бироа злоупотребили своја овлашћења у истрази ФБИ-а о везама између сарадника Доналда Трампа и руских званичника.
У фебруару 2019. године, Пател се придружио Дирекцији за међународне организације и савезе Савета за националну безбедност. Године 2020. именован је за помоћника Ричарда Гренела, вршиоца дужности директора националне интелигенције, а постао је главни заменик директора националне обавештајне службе до маја, када се вратио у Савет за националну безбедност. У новембру, након што је председник Доналд Трамп сменио Марка Еспера са места секретара одбране, Пател је именован за шефа кабинета вршиоца дужности секретара одбране Кристофера Ц. Милера. Те године, Трамп је био укључен у план за смену директора ФБИ-а Кристофера Вреја и у посебан покушај смене директорке Централне обавештајне агенције Џине Хаспел и именовања Пател за заменика директора обе агенције.
Након што је Трамп напустио функцију у јануару 2021. године, Пател је искористио своју повезаност са Трампом да промовише неколико пословних подухвата и понављао се у неколико подкаста. У априлу 2022. године именован је у управни одбор Трамп Медија и Технолошке групе. Такође те године, објавио је дечју књигу о досијеу Стил и, заједно са Џоном Соломоном, именован је да заступа Трампа пред Националном управом за архиве и евиденцију; ФБИ је испитивао Патела о његовој умешаности у Трампове евиденције. Основао је Фондацију Кеш, добротворну организацију која помаже учесницима напада на Капитол Сједињених Држава 6. јануара да плате судске трошкове. Пател је промовисао неколико теорија завере о дубокој држави, лажне тврдње о превари на председничким изборима 2020. године, QAnon, вакцине против COVID-19 и напад на Капитол 6. јануара.
У новембру 2024. године, Трамп је објавио да ће сменити Вреја са места директора ФБИ-а и номиновати Патела за његову замену. Појавио се пред Сенатским одбором за правосуђе у јануару 2025. Сенатор Дик Дарбин, члан одбора на високом нивоу, оптужио је Патела за кривоклетство сведочећи да није био упознат са плановима за уклањање агената ФБИ-а, а током саслушања у одбору покренута су питања о сукобу интереса. Сенат га је потврдио у фебруару. Убрзо након тога, именован је за вршиоца дужности директора Бироа за алкохол, дуван, ватрено оружје и експлозиве, али је до марта замењен. Пател је прва особа индијског порекла која је обављала функцију директора Федералног истражног бироа.

## Младост и образовање (1980–2005)
Кашјап Прамод Пател је рођен 25. фебруара 1980. године, у Гарден Ситију, Њујорк. Он је син Прамода Патела, Уганданца индијског порекла који је био међу онима који су се суочили са етничким прогоном и које је протерао угандски диктатор Иди Амин 1972. године. Пателови, чланови заједнице Патидар у Гуџарату, пореклом су из села Бадран у округу Ананд. Чх Гам Патидар Мандал, организација у Бадрану, одржава vanshavali, или породично стабло породице Пател, већ 18 генерација. Накратко су се вратили у Индију након што су поднели захтев за азил у Сједињеним Државама, Великој Британији и Канади. Преселили су се у Канаду након што су им захтеви прихваћени. Након тога су се преселили у САД, а Прамод је почео да ради као главни финансијски директор за глобалног дистрибутера лежајева за авионе. Пателово домаћинство је укључивало Прамодових осам браће и сестара. Одгајан је као хиндуиста. У младости, Пател је играо хокеј на леду, касније је тренирао омладинску хокејашку лигу. Пател клиза са Донсима, клупским тимом у Вашингтону.
Пател је похађао средњу школу Гарден Сити, а његов цитат у завршној години био је „Расизам је највећа претња човеку - максимум мржње из минималног разлога“, аутора јеврејског теолога Абрахама Џошуе Хешел. Током лета, Пател је радио као кеди у кантри клубу Гарден Сити. Према његовим мемоарима, Владини гангстери (2023), иако је био заинтересован за програме медицинског факултета, инспирисали су га адвокати одбране који су играли голф у клубу. Пател је дипломирао на Универзитету у Ричмонду 2002. године са дипломом из кривичног права и историје. Стекао је сертификат из међународног права на Универзитетском колеџу у Лондону и дипломирао на Правном факултету Универзитета Пејс 2005. године. Према упитнику који је послао Сенатском одбору за правосуђе, као студент на Пејсу, Пател се 2003. године придружио Програму за приправнике у судији Америчке адвокатске коморе, програму за различитост или програму за праксу.

## ДиректорФедералног истражног бироа(2025)

### Номинација и потврђивање
У новембру 2024. године, Axios је објавио да новоизабрани председник Доналд Трамп намерава да именује Патела на високу позицију у Федералном истражном бироу или Департменту правде. The Wall Street Journal је касније објавио да Трамп намерава да смени Кристофера Вреја са места директора Федералног истражног бироа, интервјуишући неколико кандидата за ту позицију, укључујући Патела и бившег представника Мичигена Мајка Роџерса. Пател је разматран као потенцијални кандидат за директора Централне обавештајне агенције, иако се суочио са ужим путем у Сенату. Према писању The New York Times, Сузи Вајлс, Трампова менаџерка кампање, веровала је да би Пател био ризичан избор за вођење бироа, али је Ендру Бејли, главни тужилац Мисурија, деловао превише лењо на састанцима. 30. новембра, Трамп је објавио да ће отпустити Вреја и именовао Патела за свог кандидата за ту позицију. Вреј је пристао да поднесе оставку у децембру. Пре саслушања за потврду, Пател је почео да обавља интервјуе усмерене на политику. Према CNN-у, тог месеца је био мета иранске хакерске операције. У јануару 2025. године, скоро двадесетак републиканских владиних званичника послало је писмо сенаторима позивајући их да одбаце Пателову номинацију.
Пател се појавио пред Сенатским одбором за правосуђе 30. јануара. Поставио се као изолован од Трампа, не слагајући се са Трамповом одлуком да помилује оптужене за напад на Капитол 6. јануара. Сенатор Питер Велч је више пута питао Патела да ли је Џо Бајден победио на председничким изборима 2020. године; Пател је рекао да су избори „сертификовани“, али није експлицитно рекао да је Бајден победио. Одбор за правосуђе је 13. фебруара гласао за унапређење његове номинације 12–10 по страначкој линији. У фебруару, Дик Дарбин, члан Одбора за правосуђе на највишем нивоу, послао је писмо генералном инспектору Департменту авде у којем оптужује Патела да је руководио отпуштањима у бироу, што је засновано на „веома веродостојним информацијама из више извора“. Ове оптужбе, ако су тачне, имплицирале би Емила Бовеа, вршиоца дужности заменика државног тужиоца, да је спроводио отпуштања „искључиво на захтев приватног грађанина“ и представљале би потенцијално кривоклетство. Пател је такође критикован због својих акција у матичној компанији Shein, награде у виду акција коју је добио од Трамп Медија и Технолоџи Групе, и свог рада за Катар преко Тришула.
Дана 20. фебруара, Патела је потврдио Сенат са 51 гласањем за и 49 против. Сви републикански сенатори осим Сузан Колинс и Лисе Меркауски гласали су за његову потврду, а сви демократски сенатори били су против његове номинације. Према писању The New York Times-a, неколико колега сенатора Мича Меконела очекивало је да ће се он успротивити Пателовој номинацији, што би захтевало да потпредседник Џej-Ди Венс гласа за одлучујући резултат. Пател је следећег дана положио заклетву пред државном тужитељком Пам Бонди. Заклетву је положио на Багавад Гити, хиндуистичком спису, који је држала његова претпостављена партнерка, Алексис Вилкинс.

### Ток
Након што је положио заклетву, Пател је рекао званичницима да намерава да пошаље 1.000 агената из Вашингтона у друге теренске канцеларије у градовима са вишим стопама криминала и да прерасподели 500 запослених у Редстон Арсенал у Хантсвилу, Алабама. Према писању The Wall Street Journal, један званичник је рекао Пателу да би реструктурирање могло коштати 100 милиона долара које агенција није имала; он није био обесхрабрен. Пател је смењивао руководиоце државне службе и замењивао их политичким савезницима, према писању журнала. The New York Times је у марту добио интерни имејл од Патела, у којем се већина теренских канцеларија бироа - са изузетком оних у Њујорку, Вашингтону и Лос Анђелесу - извештава директорима филијала, а не заменику директора. У фебруарском разговору са званичницима ФБИ-а, Пател је предложио измену теста физичке спремности бироа и партнерство са Ultimate Fighting Championship-ом, рекавши да ће своје операције пребацити у Неваду, где живи, и на западну обалу. Изразио је интересовање да се придружи хокејашком тиму бироа; У марту је Трамп у говору рекао да Пател планира да пресели седиште ФБИ-а у „стару зграду Департмента трговине“, сугеришући даље смањење броја запослених.
У фебруару је NBC News известио да ће Пател бити именован за вршиоца дужности директора Бироа за алкохол, дуван, ватрено оружје и експлозиве; положио је заклетву 24. фебруара. Према писању листа The Washington Post, до марта 2025. године Пател није био у бироу. Дана 9. априла, Ројтерс је известио да га је заменио Данијел П. Дрискол, секретар војске.

## Погледи
Пател је нашироко описан као лојалиста председника Доналда Трампа.

### Агенције интелигенције и истраге
Пател се повиновао Трамповом мишљењу да је Федерални истражни биро постао политизован. Он је тврдио да би биро требало да се дистанцира од Вашингтона, цитирајући како је Џејмс Коми водио истрагу ФБИ о контроверзи е-поште Хилари Клинтон. У фебруару 2022. рекао је за Fox News да су адвокати Хилари Клинтон радили на „инфилтрирању“ Трамповог торња и сервера Беле куће; Пателова тврдња је коришћена у наслову Fox News-а који је лажно приписан поднеску у истрази специјалног тужиоца Дарамa. У децембру 2023. Пател је рекао Стиву Бенону у Ратној соби да ће „поћи на људе у медијима који су лагали о америчким грађанима, који су помогли Џоу Бајдену да намешта председничке изборе“ — понављајући лажне тврдње о превари на председничким изборима 2020. године. Његови мемоари, Владини гангстери (2023), позивају на слабљење заштите радних места у државној служби; Трамп је похвалио књигу као „мапу пута за окончање владавине Дубоке државе“. У септембру 2024. Пател је обећао да ће затворити зграду Џ. Едгар Хувер, седиште ФБИ-а, „поново је отворити као музеј 'дубоке државе',” и „повести 7.000 запослених који раде у тој згради и послати их широм Америке да јуре криминалце.” У свом подкасту је критиковао куповину Твитера од стране Илона Маска Kash's Corner, називајући га монополистом који је имао неприкладан приступ подацима и стекао своје богатство путем државних уговора.

### Теорије завере
Пател је промовисао теорије завере и називан је теоретичарем завере. Он је промовисао теорије завере о дубокој држави и нападу на Капитол 6. јануара, тврдећи да је Реј Епс, члан Чувара заклетве, био тајни агент ФБИ. Он је одиграо кључну улогу у преобликовању напада, према USA Today. На Truth Social-у, Пател је препоручио пилуле за које се тврди да детоксикују протеин корона вируса који обезбеђује вакцина против KОВИД-19. На Kash's Corner (2021–2023), залагао се за реформу ФБИ-а због његове наводне „нелегитимности“, позивајући се на контроверзу око лаптопа Хантера Бајдена и ангажовао се у контранаративу о пореклу истраге о Русији.
Пател је био укључен у заједницу Кјуанон. У 2018, пост од Q-a, анонимне особе или особа у средишту теорије завере, гласио је „Кешјап Пател – име за памћење“. Потписао је копије Завере против краља (2022) са „#WWG1WGA“, Кјуанон поруком, и створио тренд #FlannelFridays. Године 2022, Пател је рекао да се посебно слаже са реториком Кјуанона око порекла SARS-CoV-2, напада на Капитол 6. јануара и првог и другог опозива Доналда Трампа. Појавио се на ReAwaken America Tour, крајње десничарском догађају који промовише Кјуанон. Пател је промовисао Италијагејт, теорију завере која тврди да је италијански одбрамбени извођач уротио са Централном обавештајном агенцијом да промени резултате председничких избора 2020. у корист Џоа Бајдена. Кристофер Ц. Милер, вршилац дужности секретара одбране, био је упознат са Пателовим уверењем и затражио је да италијанска влада испита ту тврдњу.

## Спољашне везе
- Кеш Пател на веб-сајту  (језик: енглески)
- Медији везани за чланак Кеш Пател на Викимедијиној остави